# Empire (Magazin)
Empire (engl. für Imperium) ist eine monatlich in Großbritannien, Australien, Russland sowie der Türkei erscheinende Filmzeitschrift der Bauer Media Group. Die Erstausgabe erschien im Juli 1989. Empire ist das am meisten verkaufte und damit erfolgreichste britische Filmmagazin. 2010 wurde es bei den PPA-Awards zum „Verbrauchermagazin des Jahres“ gekürt.
Eine deutsche Ausgabe von „Empire“ erschien erstmals am 23. September 2010. Nach einer Testphase mit drei Ausgaben wurde die Zeitschrift nicht fortgeführt.

## Inhalt
Analog zu zahlreichen anderen britischen Filmzeitschriften liegt der inhaltliche Schwerpunkt der Artikel und Informationen im Bereich Hollywood, doch werden auch Independent- und „Kunstfilme“ rezensiert, um mit Konkurrenzvertrieben wie etwa Sight & Sound gleichzuziehen. Neben der für dieses Format üblichen Berichterstattung im Bereich neuer Filmprojekte, Kinovorschauen und Rezensionen, veröffentlicht Empire als einziges Magazin seiner Art auf seiner letzten Seite die Originalkopie einer bekannten klassischen Filmszene (zuerst aus: Die Faust im Nacken). Durch seinen direkten Draht zu Hollywood beinhaltet das Magazin häufig exklusive Interviews mit Schauspielern, Produzenten und Regisseuren, Berichte von Setvisits und Fotos.
Das Magazin besteht aus den drei Sektionen „The Slate“, „In Cinemas“ und „ReView“. Neue Kinofilme werden in der Rubrik „In Cinemas“ besprochen; im Bereich „ReView“ hingegen werden neu veröffentlichte DVDs und Blu-ray Discs vorgestellt und bewertet. Die Sparte „DVD Dungeon“ (englisch für „DVD-Verlies“) enthält zudem Kritiken des Redakteurs Kim Newman, der hier über obskure Medienneuheiten – zumeist B-Horrorfilme – informiert.
„Pint of Milk“ (englisch für „Glas Milch“) gibt die Antworten Prominenter auf ungewöhnliche Fragen wieder, unter anderem die zum Klassiker gewordene „Wie viel kostet ein Glas Milch?“ Mit diesem Konzept soll ein Realitätsbezug der Berühmtheiten verdeutlicht werden, da diese anders als in herkömmlichen Interviews meist unerwartete und überraschende Dinge verlautbaren lassen.

## Empire Awards
Als eigene Auszeichnung werden seit 1996 jährlich die Empire Awards verliehen, deren Preisträger von Lesern des Magazins bestimmt werden. Sony Ericsson ist Hauptsponsor der Verleihung, was zu einer Umbenennung des Preises in Sony Ericsson Empire Award führte.